# لويغي مونوبولي
لويغي مونوبولي (بالإيطالية: Luigi Monopoli)‏ هو لاعب كرة قدم إيطالي في مركز الدفاع، ولد في 11 أبريل 1992 في بيتونتو في إيطاليا. شارك مع منتخب إيطاليا تحت 16 سنة لكرة القدم ومنتخب إيطاليا تحت 17 سنة لكرة القدم ومنتخب إيطاليا تحت 18 سنة لكرة القدم. أما مع النوادي، فقد لعب مع نادي باري.